# USS Hornet (CV-12)
USS Hornet (CV/CVA/CVS-12) är ett 24 hangarfartyg av Essex-klass som byggdes åt amerikanska flottan under andra världskriget. Konstruktionen började i augusti 1942. Hon gick ursprungligen under namnet USS Kearsarge men namnändrades i minne åt USS Hornet (CV-8), som sänktes i oktober 1942, och blev därmed det åttonde fartyget att bära det namnet.
Hornet tog i tjänst i november 1943 och efter tre månaders träning anslöt hon sig till amerikanska styrkor i Stillahavskriget. Hon spelade en viktig roll i striderna i Stilla havet under andra världskriget och deltog också i Operation Magic Carpet, återvändandet av trupper tillbaka till USA. Efter andra världskriget tjänstgjorde hon i Koreakriget, Vietnamkriget och spelade även en viktig roll i Apolloprogrammet där hon återhämtade astronauter när de återvände från månen.
Hornet togs till slut ur tjänst 1970. Hon betecknades som ett National Historic Landmark och 1998 öppnades USS Hornet Museum för allmänheten i Alameda, Kalifornien.